# 日吉町 (国分寺市)
日吉町（ひよしちょう）は、東京都国分寺市の町名。現行行政地名は日吉町一丁目から日吉町四丁目。郵便番号は185-0032。

## 地理
国分寺市北西部に位置する。北西は富士本、北は戸倉、東は西恋ヶ窪、南は内藤及び府中市武蔵台、南西は国立市東、西は光町及び国立市北に隣接する。

### 地価
住宅地の地価は2013年（平成25年）7月1日に公表された東京都の地価調査によれば日吉町一丁目44番50の地点で28万6000円/m2となっている。

## 世帯数と人口
2017年（平成29年）12月1日現在の世帯数と人口は以下の通りである。
| 丁目         | 世帯数    | 人口    |
| ------------ | --------- | ------- |
| 日吉町一丁目 | 986世帯   | 2,133人 |
| 日吉町二丁目 | 1,122世帯 | 2,224人 |
| 日吉町三丁目 | 891世帯   | 1,970人 |
| 日吉町四丁目 | 582世帯   | 1,338人 |
| 計           | 3,581世帯 | 7,665人 |

## 小・中学校の学区
市立小・中学校に通う場合、学区は以下の通りとなる。
| 丁目         | 番地       | 小学校               | 中学校               |
| ------------ | ---------- | -------------------- | -------------------- |
| 日吉町一丁目 | 全域       | 国分寺市立第五小学校 | 国分寺市立第一中学校 |
| 日吉町二丁目 | 全域       | 国分寺市立第五小学校 | 国分寺市立第一中学校 |
| 日吉町三丁目 | 全域       | 国分寺市立第五小学校 | 国分寺市立第一中学校 |
| 日吉町四丁目 | 14〜32番地 | 国分寺市立第五小学校 | 国分寺市立第一中学校 |
| 日吉町四丁目 | その他     | 国分寺市立第九小学校 | 国分寺市立第一中学校 |

## 交通

### 鉄道
- 東日本旅客鉄道（JR東日本）
  - 中央本線が南端部を通過しているが、駅はない。

### 道路
- 東京都道222号国立停車場恋ヶ窪線

## 施設
- 国分寺市立第五小学校
- コープとうきょう国分寺店
- 綿半
- 国分寺郵便局